# Piscina (fiume)
Il Piscina è un fiume di Montevecchio (CA) di 12 km.
Nasce sul monte Arcuentu a 785 m col nome dì rio Finiu. Sfocia nel mar Mediterraneo presso la Punta Fenu Struvu.
Riceve a sinistra il rio Irvi.